# Guy Herbulot
Pour les articles homonymes, voir Herbulot.
Guy Herbulot, né à le 7 mars 1925 Saint-Menges (Ardennes) et mort le 1er août 2021 à Athis-Mons, est un évêque français, notamment évêque d'Évry-Corbeil-Essonnes de 1978 à 2000.

## Biographie

### Formation
Guy Herbulot a suivi toute sa formation en vue de la prêtrise au Grand séminaire de Reims.

### Principaux ministères
Ordonné prêtre le 29 juin 1950 pour le diocèse de Reims, il a exercé divers ministères : vicaire à Torcy-Sedan, professeur au petit séminaire de Reims, vicaire épiscopal chargé du laïcat, etc.
En 1972, il est nommé vicaire général de Reims. 
Nommé évêque auxiliaire du diocèse de Reims en résidence à Charleville-Mézières le 20 juin 1974, il est consacré le 8 septembre suivant à Reims. Le 12 mai 1978, il est nommé évêque de Corbeil-Essonnes, diocèse qui se nomme diocèse d'Évry-Corbeil-Essonnes depuis 1989. Il s'est retiré pour raison d'âge le 15 avril 2000. 
Il meurt le 1er août 2021 à l'âge de 96 ans à Athis-Mons. Le 4 août suivant, à la suite de la cérémonie de ses obsèques, il est inhumé dans la crypte de la cathédrale d’Évry.

## Cathédrale d'Évry
Deuxième évêque du diocèse de Corbeil-Essonnes, Guy Herbulot prend l'initiative en 1988 de faire édifier la cathédrale de la Résurrection-Saint Corbinien d'Évry. La construction, qui se déroula de 1992 à 1995, a été confiée à l'architecte suisse Mario Botta.

## Distinctions
Chevalier de la Légion d'honneur

## Œuvres
- L'espérance au risque d'un diocèse : Entretiens avec Jean-François Courtille et Gérald M. Omnès (2003)
- Le Ministère des évêques au concile Vatican II et depuis : Hommage à Mgr Guy Herbulot par Hervé Legrand et Christoph Theobald (2001)
- Bâtisseurs d'Eglise - Une aventure humaine et spirituelle (2011)
- Le courage de l'avenir, une vie orientée par la fraternité (2018)

## Pour approfondir